# 1951 en sports équestres
Chronologie des sports équestres
- 1950 en sports équestres - 1951 en sports équestres - 1952 en sports équestres

Cet article présente les faits marquants de l'année 1951 en sports équestres.

## Événements

### Année
- l’équitation est inscrite au programme dès les premiers Jeux panaméricains de Buenos Aires (Argentine) et les premiers Jeux asiatiques à New Delhi (Inde).